# Miknasa (tribu)
Els miknasa (amazic: ⵉⵎⴽⵏⴰⵙⵏ, imknasn) foren una important tribu amaziga del Magreb, del grup dels Butr.

## Història
Al segle ix la ciutat de Fes estava dividida en dues parts separades per l'uadi: la part kairuanesa i la part andalusina. Aquesta divisió física tenia tanmateix reflexos polítics. L'idríssida Yahya III ibn al-Qàssim (883-905) conegut com al-Mikdam, va ser derrotat pel general Yahya i va tenir com a successor al seu parent i rival Yahya IV ibn Idrís ibn Úmar (905-917). El seu regnat va viure la presa del poder pels fatimites a Ifríqiya el 909, en comptes dels aglàbides, agafant Abu-Muhàmmad Ubayd-Al·lah al-Mahdi bi-L·lah el títol de califa (909–934).
Llavors el governador idríssida de Tsul, Taza i Meknès, Massala ibn Habus al-Miknasi, cap dels amazics zenetes de la tribu miknasa, es va separar de l'obediència idríssida i es va declarar pel califa fatimita i es va apoderar de la Yebala. El 912 el governador de Nakur, Said ibn Salhi, no va voler reconèixer com a sobirà al califa fatimita i la dinastia sàlihida (de vegades Salhida) va restar lligada a Còrdova i independent totalment dels idríssides. El 915 els fatimites van fracassar en el seu intent de conquesta d'Egipte i van girar la seva atenció cap al Magreb occidental on comptaven amb el suport de Massala ibn Habus. Les fonts són contradictòries en el relat dels esdeveniments però en termes generals, tal com segueixen seria proper a la realitat dels fets:
El 915 un cap dels miknasa Mussa ibn Abi-l-Àfiya, cosí de l'ara general fatimita Masala, va entrar a Fes, però no s'hi va poder sostenir i es va acabar retirant. Després d'un temps de lluita Yahya IV fou finalment derrotat per Masala ibn Habus en 917 a la vora de la ciutat i es va tancar darrere les muralles; després d'un setge va haver de reconèixer la sobirania del califa fatimita i pagar tribut. Va poder conservar el govern de Fes i de la comarca, però va haver de cedir la resta del regne als fatimites que van nomenar governador al cap dels miknasa a Mussa ibn Abi-l-Àfiya, cosí del general Masala ibn Habus, que era senyor de Tsul i de Taza. Els miknasa dominaven la vall del riu Muluya.
Al cap de poc Musa es va adonar que l'emir Yahya buscava l'aliança amb Còrdova (que havia ajudat al fill del deposat emir de Nakur contra els fatimites) i era un obstacle per la dominació dels zenetes a tot el Magrib i quan Masala va anar per segona vegada a la zona, Musa el va instigar contra Yahya, al que Masala va destituir (919 o 920); l'emir deposat va ser fet presoner i va haver d'exiliar-se a Arzila on devia morir un temps després. Masala va donar el govern de Fes a un xeic zenata de nom Rayhan que el va exercir uns cinc anys al costat de Musa ibn Abi l-Afia que governava la resta del país (dinastia Banu l-Afia o miknasa) i va romandre lleial als fatimites. Masala pensava que el poder fatimita havia augmentat massa i era contrari als seus interessos i va entrar en contacte amb Còrdova el que li va costar la deposició, però va seguir servint als fatimites i va morir en combat el 924 i el va succeir el seu nebot Hamid o Humayd ibn Yasal.
Vers el 925 es va revoltar al-Hàssan al-Hajjam ibn Muhàmmad ibn al-Qàssim, nebot de Yahya III ibn al-Qàsim, que va acabar ocupant Fes expulsant al governador, i assolint el tron. Es va enfrontar llavors a Mussa ibn Abi-l-Àfiya que anava en socors de la ciutat; els dos exèrcits es van enfrontar a la riba del uadi al-Matahin (a mig camí entre Fes i Taza), i Hasan I va obtenir el triomf. Va estendre la seva autoritat a tot el Magreb occidental, però al cap de dos anys (927), traït pel governador de la ciutat, del seu propi cercle, va caure en mans del seu rival Musa i del seu fill Abd Allah ibn Musa i va morir executat. Musa va entrar a Fes i va governar el Magreb occidental fins al 937. Els idríssides foren perseguits arreu. La nissaga idríssida dels Banu Muhammad, refugiada a les muntanyes del Hadjar al-Nasr, van ser derrotats el 929, i els Banu Umar dispersats entre els gomeres (ghumara) al nord-oest fins a Tànger i Ceuta. Musa els hauria exterminat a tots però els amazics del nord van demanar moderació, ja que els idríssides eren descendents del Profeta.
Els omeies de Còrdova es van amoïnar per l'increment del poder de Musa, i de fet dels seus sobirans fatimites. El 927 Abd-ar--Rahman III va prendre una primera mesura fent ocupar Melilla i el 928/929 va negociar amb els idríssides. En revenja Musa va derrotar a l'emir salíhida de Nakur, al-Muayyad, que era vassall dels omeies. Nakur estava entre Tetuan i Melilla i des del segle ix havia caigut en l'òrbita dels omeies. A principis del 929 Abd al-Rahman III es va proclamar amir al-Muminin equivalent a califa i el 931 va obligar a l'emir Abul ibn Kennum Aiysh al-Rida, de la dinastia local dels Banu Eisam de Ceuta (fundada anys abans per Kennum Mudjbir) a abdicar i cedir el seu domini (que incloïa Tànger) al califa de Còrdova. Ceuta va esdevenir la seva principal base al nord d'Àfrica.
El poder del califa cordovès va fer comprendre a Musa que no podria dominar al Magreb per damunt d'ell. Així Musa va retirar la seva lleialtat als fatimites i es va sotmetre a Còrdova. Els fatimites van reaccionar i van enviar a la zona al general Hamid o Humayd ibn Yasal (nebot i successor de Masala ibn Habus) que va derrotar a Musa a la batalla de la plana de Msoun a l'est de Taza (933); Musa va fugir abandonant Fes al general fatimita. Els idríssides, aprofitant aquestes lluites, van llavors poder fer aixecar el setge d'Hadjar al-Nasr i van aniquilar a les tropes zenetes que operaven a la regió; però la presència de les forces fatimites no fou duradora i quan Humayd va sortir del Magrib, Musa va tornar a dominar la situació i va renovar la seva lleialtat als omeies cordovesos (935).
El califa fatimita Ubayd-Al·lah al-Mahdó va morir el 934 i el va succeir el seu fill Abu-l-Qàssim Muhàmmad ibn al-Mahdí al-Qàïm bi-amr-Al·lah. El 935 Musa, amb el suport del xeic Ahmad al-Djudhami, va reconquerir Fes. El triomf fou breu. Els fatimites van enviar al general Maysur que va derrotar diverses vegades a Musa, i el va obligar a fugir de Fes i fou perseguit; va conservar el control del territori entre Guercif i Nakur, fins que va morir en un combat en algun lloc, potser a Tsul (937 com a data més primerenca i 953 com a més tardana) mentre Fes va reconèixer la sobirania fatimita. La lluita entre fatimites i zanates va afavorir els idríssides i al-Qàssim Gannun, germà d'al-Hàssan al-Hajjam ibn Muhàmmad ibn al-Qàssim, es va apoderar del Rif i de la part nord-oest del Magrib i va governar reconeixent la sobirania dels fatimites.